# Fosso del Presale
Il fosso del Presale è un piccolo torrente che scorre in provincia di Pesaro e Urbino.

## Percorso
Nasce dal sovrastante monte Nerone, noto soprattutto per i fossili, scorre in direzione nord e si getta nel sottostante fiume Candigliano, nel comune di Piobbico.

## Sport
La parte centrale è sin dagli anni sessanta frequente meta di praticanti del canyoning, una moderna forma di escursionismo sportivo, che qui trovano un percorso sufficientemente attrezzato di facile percorrenza.
La calata più alta è di 25 metri, il percorso in tutto ne annovera 12. Durante le discese primaverili è facile trovarvi dei piccoli ed innocui tritoni.
Per effettuare canyoning nel fosso conviene parcheggiare nei pressi dell'antico cimitero di rocca leonella, poi salire a piedi lungo il comodo sentiero che in circa 25 minuti conduce alla prima calata.